# Pavel Průšek
Pavel Průšek (* 6. února 2006) je český hokejový hráč a juniorský reprezentant, který hraje na pozici obránce za HC Oceláři Třinec.

## Kariéra
Průšek je odchovancem klubu Bílí Tygři Liberec, ve kterém hrál od nejmenších kategorií. V sezoně 2022/2023 zaznamenal v dorostenecké extralize 47 bodů (16+31) a stal se nejproduktivnějším obráncem elitní poloviny soutěže.
V sezóně 2024/2025 debutoval za svůj mateřský klub v České hokejové extralize, kdy si hned v prvním zápase proti HC Vítkovice Ridera připsal asistenci. V průběhu sezony však přestoupil do klubu Fargo Force hrajícího United States Hockey League. Před sezonou 2025/2026 se vrátil do Česka, konkrétně do klubu HC Oceláři Třinec.

## Prvenství
- Debut v ČHL – 20. září 2024 (Bílí Tygři Liberec proti HC Vítkovice Ridera)
- První asistence v ČHL – 20. září 2024 (Bílí Tygři Liberec proti HC Vítkovice Ridera)